# Evangelische Kirche (Leinroden)

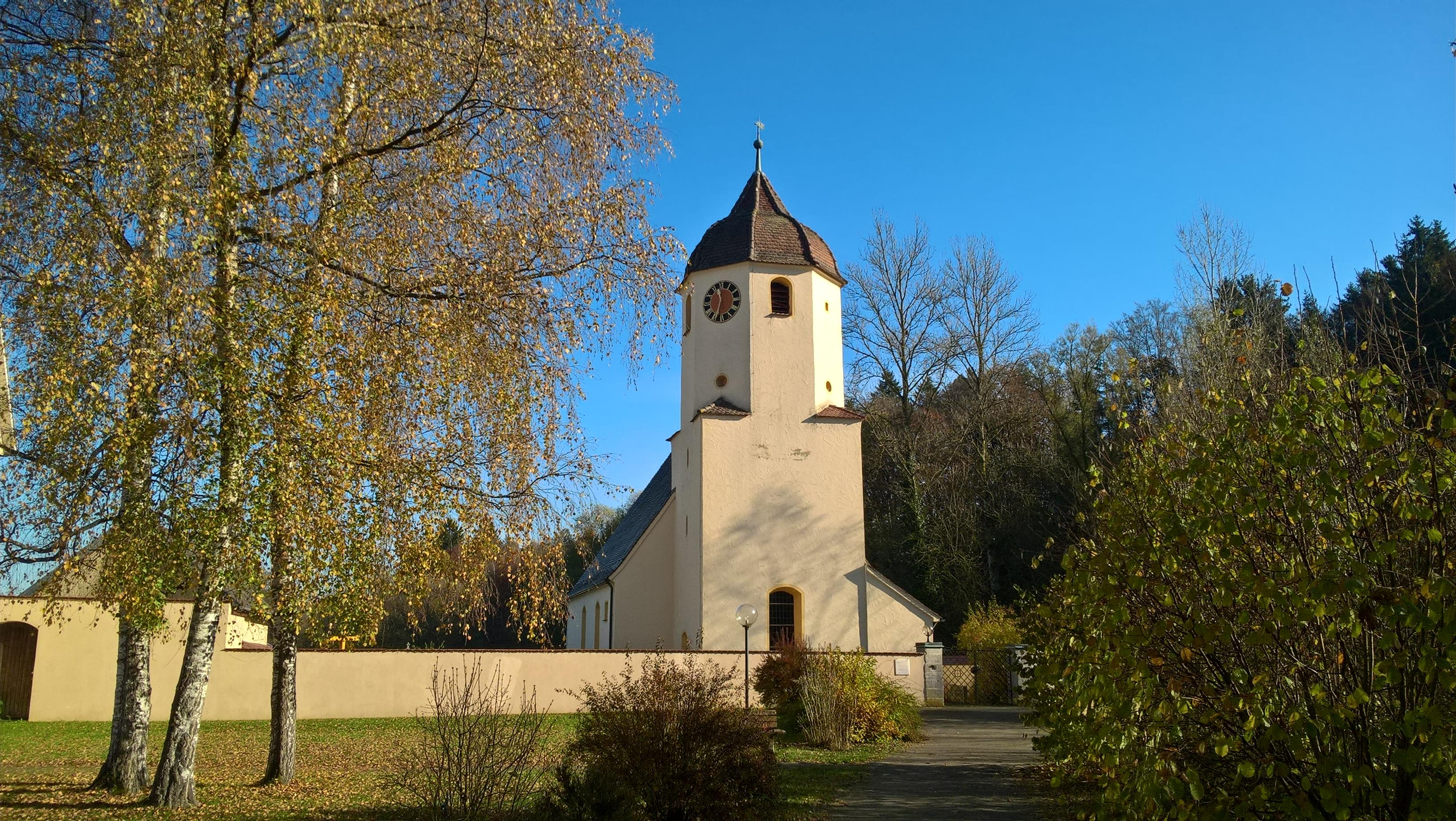
Evangelische Kirche in Leinroden

Die Evangelische Kirche steht am linken Ufer der Lein im Weiler Leinroden des Gemeindeteils Laubach der Gemeinde Abtsgmünd im baden-württembergischen Ostalbkreis. Das Bauwerk ist beim Landesamt für Denkmalpflege Baden-Württemberg als Baudenkmal eingetragen. Die Kirchengemeinde gehört zum Kirchenbezirk Aalen der Evangelischen Landeskirche in Württemberg.

## Beschreibung
Die Saalkirche wurde 1604 von einem Angehörigen der süddeutschen Adelsfamilie Woellwarth gestiftet, deren Wappen in der Bekrönung des Portals angebracht ist. Sie besteht aus dem Langhaus und dem Kirchturm im Westen, der im achteckigen Obergeschoss die Turmuhr und den Glockenstuhl enthält und mit einer Glockenhaube bedeckt ist.
Die Orgel wurde 2004 von der Orgelbau Mühleisen umgebaut.
Um den Kirchhof liegen die Gräber des Friedhofs, der von einer Mauer umschlossen ist.